# Уразово (Белгородская область)
Ура́зово (от тюрк. ураз — «счастье») — посёлок городского типа в Валуйском городском округе Белгородской области России.

## География
Расположен на левом берегу реки Оскол (притоке Северского Донца) и реки Уразова, в 15 км к югу от районного центра и в 12 км севернее границы с Украиной. Одноимённая железнодорожная станция на линии Валуйки — Купянск-Узловой.

### Климат
Климат умеренный. Промерзание почвы в морозные года до 70 см. Зима, как правило, с устойчивым снежным покровом, который образуется только в январе-феврале и высота которого может достигать 30 см. Довольно часто бывают оттепели, сопровождающиеся дождями (особенно в декабре). Лето тёплое, даже жаркое (особенно июль и первая половина августа). Многолетние средние температуры: январь — 5,2 °C, июль + 20,8 °C. Осадков выпадает около 580 мм в год.

## История
Слобода Уразово существует более 200 лет. Относительно происхождения наименования слободы у исследователей нет единого мнения. Одни из них говорят, что оно происходит от имени крымского хана Ураза, стоянка которого якобы находилась неподалёку.
Первые поселенцы слободы Уразово были завезены царём Петром I, это были ремесленники, малороссы (черкасы). В 1-й четверти XVIII века началось активное заселение южных земель. На Слобожанщину переселялись тысячи семей из Запорожской Сечи, другого берега Днепра и других территорий. Дворяне, военачальники, монастыри стали получать от Высочайшего имени наделы. В их числе был и князь М. М. Голицын, по преданию получивший земли на юге России ещё от Петра первого, в знак особых заслуг. Голицыным на месте одноимённого хутора и была основана в 1728 году слобода. В 1723—1728 гг. М. М. Голицын — командующий всей украинской ландмилицией жил в Белгороде. Имение его было обширным — более 70 десятин земли, простиравшиеся от Уразова к востоку, на всем протяжении речки Уразовки. Княжеская усадьба находилась там, где в настоящее время располагается детский сад. Это строение известно как дом священника Павла Гравировского (он был настоятелем Знаменского храма во второй половине 19 века).
В 1765 году указом Екатерины II «подданным черкасам» запрещалось уходить от своих господ и мест проживания, а в 1784 году ещё одним указом императрицы украинские поселенцы окончательно сделались крепостными. В 1766 году по всей территории Слободской Украины (Белгородская и часть Воронежской губерний) прокатились волнения и бунты недовольных «черкас», которые были пресечены властями. Не обошли они стороной и Уразово, 26 июля 1766 г. «начались волнения» крепостных князя Голицына. Около 600 крестьян во главе с Кириллом Соленым и Никифором Дашевским отложились от князя и потребовали «перевести их в государственные», положение которых было гораздо лучше…
Из «Топографического описания Воронежскому наместничеству» 1785 г.: «В Валуйском округе бывают ярмонки, продолжающиеся дня по два и по три. 1 -я — генваря 30 в слободе Уразовой. Товары на оную привозятся купцами курскими, белгородскими, харьковскими и валуйскими: парча, бархат, штофы, тафты и другия шелковые материи, полуситцы, китайки, выбойки и прочее; железо и деланныя из оного, равно и чугунные вещи, конская упряжь и прочая мелочь, и сверх того привозится с Дону рыба и икра».
В 1803 году Александр первый издал «Закон о вольных хлебопашцах». По нему помещики имели право отпускать своих крестьян с землѐй и без земли, за выкуп и без него. Но с правом все вернуть обратно. В 1804 году крестьяне села Никольское и слободы Уразово Валуйского уезда стали вольными хлебопашцами (ок. 3 тыс. человек). Хозяин Уразова оберпрокурор Синода, министр народного просвещения и духовных дел и последний владелец слободы князь Андрей Николаевич Голицын продал свою вотчину государственному казначейству. В 1807 году 12283 крестьян князей Голицыных Валуйского уезда получили тот же статус. Это были самые крупные в России акты по освобождению крестьян от крепостной зависимости. Крестьяне Уразовой слободы были освобождены от крепостного права за полвека от реформ 1861 года. С 1808 г. уразовские крестьяне стали «банковскими крестьянами», уплачивающими княжеские долги Московскому банку. В 1867 году была сделана закладная и имени князя было заложено на 49 лет.
В 1839 году в Уразово была открыта первая школа — Уразовско-Знаменская, в 1900 году открылось реальное училище (позже — Уразовское коммерческое училище).
С сентября 1848 г. жители Уразовой именовались в документах «государственными крестьянами», но их зависимость от банка продолжалась до 1859 г.
Освобождение от крепостной зависимости не могло ни сказаться на экономическом развитии поселения. Первый историограф Слободской Украины митрополит Евгений (Болховитинов) в «Историческом, географическом и экономическом описании Воронежской губернии» (Воронеж, 1800) писал: «Уразова помещичья Слобода, населена черкесами и лежит на левой стороне реки Оскола от уездного города Валуек в 15 верстах. В ней господской конный завод. Ярмарки бывают: генваря 30, майя 9, по Пасхе в 9 пятницу, июля 20, сентября 8, ноября 28 чисел; на оныя кроме прочих товаров много выгоняют для продажи рогатого скота; сверх сих ярмарок бывают и еженедельные торги по Воскресеньям. При сей Слободе по реке Осколу на двух плотинах 11 мельничных амбаров, в коих помольных поставов 22 и 15 толчейных и сукновальных». К 1850-м годах слобода становится центром крупного промышленного производства. Торговля и промышленность составляют главный источник жизни её жителей. В слободе в это время более 300 торговых заведений, более 300 промышленных заводов и мастерских, множество семей занимались ремесленным производством кустарным способом. Слобода славилась громаднейшим сбытом сырых продуктов, зернового хлеба, до 100 тысяч пудов подсолнечника. Выделывалось до 0.5 млн разных кож, более 1 млн пар обуви, сбывалось несколько сот тысяч шапок, фуражек, продавалось масса овчины, проходило десятки тысяч пудов бичевы, свиного сала, столярного клея и так далее. Уразовская продукция пользовалась большим спросом не только в Москве и Петербурге, но и в западных странах: во Франции, Италии, экспорт которых стал возможен после появления в слободе железной дороги в 1894—1897 годах. Поселение развивалось, в первую очередь, как ремесленный, а позднее как промышленный центр и к началу XX века превысила по численности население уездного города Валуйки. В 1859 году — Валуйского уезда «слобода казённая Уразова при р. Осколе», «по большому проселочному тракту из г. Валуек в г. Купянск» — 1309 дворов, 4615 жителей (2365 муж., 3250 жен.), 2 православные церкви, 7 ярмарок, 7 сальных заводов, сельское приходское училище, богадельня. В 1877 г. в слободе- 1013 дворов, 7451 житель.
В 1900 г. слобода Уразово в Валуйском уезде — центр Уразовской волости: слободы Уразова, Герасименкова (Герасимовка), Малая Знаменка и Борки (Петровская), село Кукуевка и хутора Долгий, Конотоп, Поярков, Шведуновка, Нижние Мельницы, Зеленин, Фомин и Лобковка, выселки Татаровка, Кирьянов и Погорелый; в слободе Уразовой — 1902 двора, 12338 жителей (6228 мужчин, 6110 женщин), 4 церкви, 15 общественных зданий, 3 земских и 3 церковно-приходские школы, 42 кожевенных и 17 кирпичных заводов; 15 шапочных, 20 сапожных, 10 тулупных и 5 портняжных мастерских; 13 мануфактурных, 12 бакалейных, 4 галантерейные, 3 посудные, 6 черных, 46 мелочных, 4 кожевенных, 4 мучных и 6 винных лавок, 3 трактира, 10 постоялых дворов, 9 ярмарок и 3 базара.
В 1909 г. — 2253 двора, 13617 жителей, 9 школ (в том числе женская гимназия и «превосходное 7-классное коммерческое училище», в котором обучался будущий талантливый полководец Н. Ф. Ватутин (1901—1944)), почтово-телеграфная контора, больница, 2 аптеки, врачебный пункт; маслобойный, кожевенный паровой и кирпичный заводы, 2 паровых и вальцовая мельницы, артель сапожников, «много мелких кустарных» кожевенных заводов, до 500 кустарей-сапожников, Шапошников (картузников), овчинников, портных, цибарочников (кровля и ведра), столяров и плотников; 29 пасек с 661 ульем; сады и «довольно значительно развитое огородничество»; громадные базары, крупная ссыпка хлеба и подсолнечника, шерсть, мясо, птица, яйца, 9 больших ярмарок.
После революции значительная часть состоятельного населения слободы эмигрировала (по большей части в США), состав населения сильно изменился. Некоторые потомки эмигрировавших слобожан в 1990-е годы посещали родину предков.
В 1924 году в Уразово Белгородской области — «на базе бывшего маслобойного предприятия промышленника Бочарова организовались две промартели: «Химработник» и „Красный металлист“». Первая производила хозяйственное мыло, стиральный порошок, столярный клей, колесную мазь. На «Красном металлисте» было 2 цеха: кузнечный и жестяницкий. В 1940-е на базе кузнечного создали чугунолитейный цех, который стал выпускать печное литье, плиты, двери, колосники, а также запчасти для конных молотилок, а с 1956 года и утюги.
В 1928 году Уразово стало центром вновь образованного Уразовского района, входившего в состав Центрально-Чернозёмной области (в 1928—1930 гг. в Острогожском округе), а с 1934 года — Курской области. В 1954 году район был передан в состав Белгородской области. В 1962 году район был присоединён к Валуйскому району. Статус посёлка городского типа с 1968 года.
В 1947 году на заводе открыли третий цех — алюминиевый по выпуску горшков, вилок и ложек. С июля 1928 года слобода Уразово — центр Уразовского района — 855,5 км², 58571 житель, 84 населённых пункта, 15 сельсоветов: Борчанский, Вериговский, Герасимовский, Двулученский, Заоскольский, Казначеевский, Казинский, Кукуевский, Логачевский, Ново-Петровский, Старохуторской, Ураевский, Уразовский, Шведуновский и Шелаевский. На 1 января 1932 года в слободе Уразово — 11069 жителей, на ж.д. станции Уразово — 20 человек. К 1959 году территория района — 848 км², в районе — 83 села, деревни и хутора, 11 сельсоветов: Борчанский, Вериговский, Герасимовский, Двулученский, Казинский, Казначеевский, Кукуевский, Ново-Петровский, Ураевский, Уразовский и Шелаевский.
В декабре 1962 года Уразовский район «ликвидировали», и село Уразово перешло в состав Валуйского района. С 20 июня 1968 года Уразово — рабочий посёлок. По сведениям переписей населения, в Уразово на 17 января 1979 года — 6388 жителей, на 12 января 1989 года — 6358 (2947 мужчин и 3411 женщин). В 1988 году в Уразово открыли историко-краеведческий музей. В 1995 году в посёлке — механический завод «Красный металлист», кирпичный и кожевенный заводы, мебельная фабрика, хлебокомбинат и молокозавод, предприятие «Сапожок», типография, 16 фермерских хозяйств по производству зерновых, ТОО по производству плодоовощных консервов, Дом культуры, музей, библиотека, средняя, неполная средняя и восьмилетняя школы, детсад. В 1997 году р. п. Уразово в Валуйском районе — центр Уразовской администрации: Уразово, сёла Знаменка (412 жителей), Соболевка (798), Тогобиевка (106), Шведуновка (298) и хутор Лобковка (59). В 1998 году в Уразово — 6,9 тысячи жителей, в 2000 году — 7,1 тысячи, в 2002 году — 7,2 тысячи, в 2008 году — 6,9 тысячи, в 2009 году — 7 тысяч, в 2010 году — 6,9 тысячи жителей.
С 2012 года в начале июня проводится межрайонный гастрономический праздник-ярмарка «Клубничная страна».
2 сентября 2023 года, на фоне российского нападения на Украину, при обстреле Уразово погиб 25-летний мужчина.

## Население
| 1859  | 1897    | 1959  | 1970  | 1979  | 1989  | 2002  | 2009  | 2010  |
| ----- | ------- | ----- | ----- | ----- | ----- | ----- | ----- | ----- |
| 5615  | ↗12 997 | ↘7080 | ↘7030 | ↘6397 | ↘6345 | ↗6878 | ↗6984 | ↘6982 |
| 2012  | 2013    | 2014  | 2015  | 2016  | 2017  | 2018  | 2019  | 2020  |
| ↗6984 | ↗6988   | ↘6927 | ↗6984 | ↘6935 | ↘6931 | ↘6891 | ↘6797 | ↘6750 |
| 2021  |         |       |       |       |       |       |       |       |
| ↘6570 |         |       |       |       |       |       |       |       |

## Экономика
В настоящее время в посёлке работают пищекомбинат, элеватор, Уразовское потребительское общество.
В торговле и общественном питании действуют 70 магазинов, 9 предприятий общественного питания и 17 предприятий бытового обслуживания населения, 3 аптеки, АЗС.
Ранее действовали кожевенный, молочный заводы, комбинат стройматериалов, мебельная фабрика, два кирпичных завода, сельхозхимия, фабрика по пошиву тапочек. Механический завод «Металлист» прекратил своё существование, на его базе было создано ООО «Агис Сервис», признанное впоследствии банкротом. Все имущество с открытых торгов было выкуплено предпринимателем Педосенко В. В., уроженцем города Сумы, впоследствии вся недвижимость Общества продана местным предпринимателям.

## Культура
- Уразовский Дом культуры
- МОУ ДОД «Уразовская детская школа искусств»
- Уразовский краеведческий музей
- МУК «МЦБ Валуйского района» Уразовская поселковая модельная библиотека
- МУК «МЦБ Валуйского района» Уразовская детская модельная библиотека
- МУК «МЦБ Валуйского района»

## Здравоохранение
- Поликлиника п. Уразово Валуйская ЦРБ
- ГБСУСОССЗН «Специальный дом-интернат для престарелых и инвалидов»

## Образование
- МОУ «Уразовская средняя общеобразовательная школа № 1»
- МОУ «Уразовская средняя общеобразовательная школа № 2»
- МДОУ «Детский сад пгт. Уразово № 1»
- МДОУ «Детский сад пгт. Уразово № 2»
- МДОУ «Детский сад № 3»
- МДОУ «Уразовский детский сад № 4»
- МБОУ ДОД "Валуйский Дом детского творчества
- МБОУ ДОД «Уразовская станция юннатов»
- Уразовская ДЮСШ
- современный физкультурно - оздоровительный комплекс «Русич»

## Достопримечательности
В посёлке имеется два православных храма, являющимися памятниками архитектуры:
Храм иконы Божией Матери «Знамение», построенный в 1806 году на средства владельца этих земель князя Александра Голицына. Закладной камень на месте строительства храма был освящён в 1750 г., строительство окончено в 1806 г. В 1879 г. под руководством инженера строительного управления г. Воронежа И. Н. Афанасьева была пристроена колокольня. Вскоре после революции 1917 г. была закрыта, затем в 1943 г. богослужения были возобновлены. Известен династиями священнослужителей Орловых и Гравировских. В 2015 году в храме прошли ремонтно-восстановительные работы, выполнен новый иконостас, росписи. Настоятель храма прт. Ф И. Чайка.
Храм Усекновения главы Иоанна Предтечи (1898 год). Построен состоятельными жителями слободы — братьями Кирьяновыми. Один из них, Александр, более 36 лет был старостой храма. В советское время храм был закрыт, местный колхоз использовал его под зерносклад. С 1970-х годов в храме размещался филиал Белгородского областного краеведческого музея. 14 мая 2005 года восстановленный храм Иоанна Предтечи освящён архиепископом Белгородским и Старооскольским Иоанном.
В Уразово находятся памятник Вано Габунии в центральном парке в виде пропеллера, мемориальный камень «Ветеранам локальных войн» рядом с центральным гражданским кладбищем (2013 год).
В августе 2015 установлена стела «Я люблю Уразово».
12 июня 2017 г. установлен памятник ремесленникам в центре п. Уразово.

## Транспорт
На территории поселения до 2010-х гг. функционировал автовокзал, затем его закрыли, а в здании расположился магазин строительных материалов и хозяйственных товаров.
Также имеется железнодорожный вокзал п. Уразово, но пассажирских перевозок не осуществляется с 2014 года, с момента отмены электрички Валуйки-Тополи.
Сообщение с городом Валуйки осуществляется следующими автобусными маршрутами:
1. Герасимовка-Валуйки
2. Долгое-Валуйки
3. Уразово-Валуйки
4. Логачевка-Валуйки
5. Новопетровка-Валуйки

В годы Великой Отечественной войны функционировал полевой аэродром, с которого вылетали самолёты на боевые задания.

## СМИ

### РТРС-1
| Позиция | Название     | Формат кадра                                         | Владелец | Предыдущие вещатели |
| ------- | ------------ | ---------------------------------------------------- | --- | ------------------- |
| 1       | Первый канал | 16:9                                                 | ОАО «Первый канал» |                     |
| 2       | Россия-1     | 16:9 (федеральное вещание; не все региональные ГТРК) | ФГУП «Всероссийская государственная телевизионная и радиовещательная компания»                                                       |                     |
| 3       | Матч ТВ      | 16:9                                                 | АО «Газпром-Медиа Холдинг» | Россия-2            |
| 4       | НТВ          | 16:9                                                 | АО «Телекомпания НТВ» |                     |
| 5       | Пятый канал  | 4:3                                                  | ОАО «Телерадиокомпания „Петербург“»                                                                                                  |                     |
| 6       | Россия-К     | 4:3                                                  | ФГУП «Всероссийская государственная телевизионная и радиовещательная компания»                                                       |                     |
| 7       | Россия-24    | 16:9 (федеральное вещание; не все региональные ГТРК) | ФГУП «Всероссийская государственная телевизионная и радиовещательная компания»                                                       |                     |
| 8       | Карусель     | 16:9                                                 | ЗАО «Карусель» (ФГУП «Всероссийская государственная телевизионная и радиовещательная компания» и ЗАО «Первый канал. Всемирная сеть») |                     |
| 9       | ОТР          | 16:9                                                 | АНО «Общественное телевидение России»                                                                                                |                     |
| 10      | ТВ Центр     | 16:9                                                 | АО «Телекомпания „ТВ Центр“» |                     |

### РТРС-2
| Позиция | Название | Формат кадра | Владелец                                                                             | Предыдущие вещатели |
| ------- | -------- | ------------ | ------------------------------------------------------------------------------------ | ------------------- |
| 11      | РЕН ТВ   | 16:9         | ООО «Акцепт»/ЗАО «Национальная Медиа Группа»                                         |                     |
| 12      | Спас     | 4:3          | Финансовое хозяйственное управление Русской Православной Церкви и ООО «СПАС — Медиа» | ТВ Центр            |
| 13      | СТС      | 4:3          | ООО «СТС медиа»                                                                      |                     |
| 14      | Домашний | 4:3          | ООО «СТС медиа»                                                                      |                     |
| 15      | ТВ-3     | 4:3          | АО «Газпром-Медиа Холдинг»                                                           | Спорт               |
| 16      | Пятница! | 4:3          | АО «Газпром-Медиа Холдинг»                                                           | Спорт плюс          |
| 17      | Звезда   | 16:9         | ОАО «ТРК ВС РФ „Звезда“»                                                             |                     |
| 18      | Мир      | 16:9         | ЗАО «Межгосударственная телерадиокомпания „Мир“»                                     |                     |
| 19      | ТНТ      | 16:9         | АО «Газпром-Медиа Холдинг»                                                           |                     |
| 20      | Муз-ТВ   | 4:3          | «ЮТВ Холдинг»                                                                        |                     |

### Радиовещание
- Маяк (радиостанция) — 68,48 МГц
- Радио России — 66,80 МГц; 73,64 МГц
- Юмор FM — 101,10 МГц
- Европа плюс — 101.8.МГц
- Радио «Радио» — 102.3.МГц
- Мир Белогорья — 102.8 МГц
- Радио 7 — 104.4 МГц
- Авторадио — 106,90 МГц
- Радио Шансон — 99,90 МГц
- Русское радио — 104.8 МГц